# Longitarsus niger
Longitarsus niger är en skalbaggsart som först beskrevs av Koch 1803.  Longitarsus niger ingår i släktet Longitarsus, och familjen bladbaggar. Enligt den svenska rödlistan är arten nära hotad i Sverige. Arten förekommer i Götaland, Gotland och Öland. Artens livsmiljö är jordbrukslandskap, stadsmiljö.